# Lamprolonchaea lindneri
Lamprolonchaea lindneri är en tvåvingeart som beskrevs av Morge 1980. Lamprolonchaea lindneri ingår i släktet Lamprolonchaea och familjen stjärtflugor. Inga underarter finns listade i Catalogue of Life.